# Jorge Hamilton, Conde de Hamilton
Jorge Hamilton, Conde de Hamilton (em inglês: George Hamilton, comte d'Hamilton‎; morto em 1676) foi um soldado irlandês do século XVII
Em Whitehall ele era o favorito do Rei. Ele cortejou ‎‎La belle Stuart‎‎ e casou-se com ‎‎Frances Jennings‎‎, a futura Lady Tyrconnell, que era então uma dama de honra da Duquesa de ‎‎York.‎‎ Ele aparece no ‎‎Mémoires du comte de Grammont,‎‎ escrito por seu irmão ‎‎Anthony.‎‎ ‎
‎Ele começou sua carreira militar como oficial na ‎‎Guarda-Vidas,‎‎ mas foi demitido em um expurgo anti-católico em 1667, sobre o qual ele assumiu o serviço francês e comandou ‎‎os gens d'armes ingleses‎‎ e, em seguida, um regimento irlandês na ‎‎Guerra Franco-Holandesa‎‎ (1672-1678). Ele serviu sob ‎‎Turenne‎‎ nas batalhas de ‎‎Sinsheim‎‎ e ‎‎Entzheim‎‎ em 1674. Ele também lutou em ‎‎Sasbach‎‎ (1675), onde Turenne foi morta. Ele então cobriu o retiro em ‎‎Altenheim.‎‎ Ele foi morto em 1676 em uma ação de retaguarda no ‎‎Col de Saverne‎‎ enquanto servia sob ‎‎luxemburguês.‎‎ Sua última posição foi ‎‎Maréchal de camp‎‎ ‎‎ (major-general). Ele era conhecido como "comte", mas se ele foi realmente enobrecido por ‎‎Luís XIV‎‎ não é certo.‎

## Nascimento e origens
Jorge provavelmente nasceu no final da década de 1630 em ‎‎Roscrea‎‎, County Tipperary. Ele era o segundo filho de ‎‎Jorge Hamilton‎‎ e sua mulher Mary Butler. Seu pai era escocês, o quarto filho de ‎‎James Hamilton, 1o Conde de Abercorn,‎‎e em 1660 seria criado Baronete de Donalong e ‎‎Nenagh.‎‎ A propriedade de Dunnalong (ou Donalong), ao sul de ‎‎Derry, ‎‎foi a parte de seu pai da terra concedida a seu avô Abercorn durante a ‎‎Plantação de Ulster.‎‎ ‎‎A mãe de George era irlandesa, a terceira filha de ‎‎Thomas Butler, Visconde Thurles‎‎ e irmã do futuro ‎‎1º Duque de Ormond‎‎‎. Ela era um membro da ‎‎dinastia Butler‎‎, uma antiga família ‎‎inglesa‎‎ que descendia de ‎‎Theobald Walter‎‎, que havia sido nomeado Chefe Mordomo da Irlanda pelo rei ‎‎Henrique II‎‎ em 1177.